# 4531 Asaro
4531 Asaro este un asteroid din centura principală, descoperit pe 20 martie 1985 de Carolyn Shoemaker.